# Parachnopeziza aquilinella
Parachnopeziza aquilinella är en svampart som först beskrevs av Franz Xaver von Höhnel, och fick sitt nu gällande namn av Korf 1978. Parachnopeziza aquilinella ingår i släktet Parachnopeziza och familjen Hyaloscyphaceae.   Inga underarter finns listade i Catalogue of Life.